# Peter Madsen (opfinder)
 Der er flere personer med dette navn, se Peter Madsen.
Peter Langkjær Madsen (født 12. januar 1971), også kaldet Raket-Madsen, er en dansk autodidakt forhenværende opfinder, ubåds- og raketbygger. Han er idømt livsvarigt fængsel for mordet på Kim Wall og andre forhold.
Madsen er student fra Kalundborg Gymnasium i 1990, men har aldrig færdiggjort en reel uddannelse. Han tog dog løbende svejsekurser og startede også på en ingeniøruddannelse. Han har været med til at designe og konstruere de tre ubåde Freya, Kraka og Nautilus og har været medlem af Dansk Amatør Raket Klub. Desuden var han medstifter af Aurora Project Group og Copenhagen Suborbitals, hvor han gennem mange år specialiserede sig i forskellige typer raketmotorer.
Madsens første ubåd Freya blev søsat i 2002, hvilket gjorde ham til Danmarks første amatør-ubådskaptajn. Sidenhen fulgte den lidt større ubåd Kraka, inden han i 2008 søsatte UC3 Nautilus, som på det tidspunkt var verdens største privatbyggede ubåd. Ubåden blev i 2010 også genstand for opsendelsen af Madsens raket Heat1X. I 2008 stiftede han og Kristian von Bengtson organisationen Copenhagen Suborbitals, et fællesskab for rumentusiaster. I løbet af de næste år testede de raketmotorer på Refshaleøen, mens raketter blev sendt op over Bornholm. Der blev også testet rumkapsler, rumdragter og faldskærme. Efter en række uoverensstemmelser trak Bengtson sig fra projektet. Madsen startede efterfølgende sit eget værksted og firma med navnet RML Spacelab.
Den 11. august 2017 blev UC3 Nautilus meldt savnet med Peter Madsen ombord. Efterfølgende blev en stor eftersøgning med skibe og redningshelikoptere sat i værk, hvilket gjorde, at ubåden blev fundet samme dag sejlende i Køge Bugt. Ubåden sank dog umiddelbart efter, mens han nåede at hoppe fra borde og blevet reddet i land af politiet. Siden kom det frem, at den 30-årige svenske journalist Kim Wall også havde været ombord på Nautilus, og at hun ikke var i selskab med ham, da han blev reddet i land. Madsen hævdede selv, at Kim Wall var blevet sat af på Refshaleøen i København, men efterfølgende blev han anholdt og sigtet for drabet på den svenske kvinde. Ved grundlovsforhøret den 12. august 2017 blev han varetægtsfængslet for uagtsomt manddrab, da dommeren ikke fandt grundlag for en fængsling for manddrab. Inden grundlovsforhøret havde han forklaret, at Wall ganske rigtig var død og at han havde 'begravet hende til søs'. Han nægtede sig dog skyldig i drab.
Den 12. august 2017 blev UC3 Nautilus hævet op til vandoverfladen fra bunden af Øresund, hvorefter man påbegyndte en række tekniske undersøgelser af ubåden. Den 23. august 2017 blev en kvindetorso fundet i Køge Bugt, og det blev efterfølgende bekræftet, at der var tale om Kim Wall. Ved et nyt retsmøde 5. september 2017 blev hans varetægtsfængsling forlænget med fire uger, denne gang med begrundet mistanke om drab og usømmelig omgang med lig.
Ubådssagen trak overskrifter i hele verden. Den 25. april 2018 blev han i Københavns Byret af en enig domsmandsret idømt fængsel på livstid for at have mishandlet og dræbt den svenske journalist Kim Wall. Dommen blev den 26. september 2018 stadfæstet af Østre Landsret. Den 20. oktober 2020 flygtede han kortvarigt fra Herstedvester Fængsel i Albertslund. Ved hjælp af en pistollignende genstand og et mavebælte, der lignede en bombe, var det lykkedes ham at true sig vej ud af fængslet. Fængselspersonalet var fulgt efter ham og politiet fik hurtigt opsporet ham, og han blev anholdt ca. 900 meter fra fængslet på Nyvej ved boligområdet Mölndalsparken i Albertslund. Efter flugten blev han flyttet til det topsikre Storstrøms Fængsel på Falster. I 2021 blev han idømt et år og ni måneders fængsel for at flygte fra fængslet.
I 2024 blev han flyttet fra Storstrøm Fængsel til Enner Mark Fængsel ved Horsens. Det er muligt for livstidsdømte at blive
prøveløsladt efter 12 år, hvis det vurderes at være forsvarligt. I Madsens tilfælde vil det officielt være muligt at blive prøveløsladt i 2029, hvilket dog er usansynligt da livstidsdømte i gennemsnit sidder cirka 17 år i fængsel, inden de prøveløslades. Der er dog undtagelser og en række dømte har afsonet markant længere, bl.a. Naum Conevski og Seth Sethsen, som henholdsvis har siddet fængslet siden 1984 og 1985. Før prøveløsladelse af en livstidsfange skal der indhentes en udtalelse fra Retslægerådet om personens farlighed.

## Biografi

### Baggrund
Madsen er født i 1971 af Annie og Carl Madsen. Han tilbragte sit tidlige liv i Sæby og Høng. Han byggede selv flere raketter og affyrede dem fra en rampe bag Høng Skole. Han gik på Høng Kommuneskole, hvor især fysik- og kemitimerne havde hans interesse.
Hans mor Annie var mere end 30 år yngre end Carl og havde tre andre drenge fra to tidligere mænd. Carl var angiveligt voldelig over for sine tre stedsønner. Annie gik fra sin mand, da Peter var seks, og tog børnene med. Efter et par år vendte Madsen tilbage til sin far, som han delte interessen for raketter med.
Da han var 10 år og gik i folkeskole blandede Peter Madsen på sit værelse brændstof til selvbyggede raketter af materialer, han havde købt i Silvan. I 7. klasse affyrede han sin første raket fra en fodboldbane bag folkeskolen i Høng, og i frikvartererne udspurgte han minutiøst fysik- og kemilærerne, når de var gårdvagter, om brændstoffer til raketter. Det fremgår af bogen Raket-Madsen fra 2014. I 1987 blev han optaget på Kalundborg Gymnasium, hvorfra han blev student i 1990. Samme år døde hans far. Han har en halvbror, Benny Egesø.
Han har bygget ildkanoner til festivalen Copenhell, og tidligere har han arbejdet sammen med arkitektfirmaet Bjarke Ingels Group om en speciel anordning til en af skorstenene på det nye Amagerværk, der er udformet som en skibakke.

### Privatliv
I november 2011 blev han gift på Københavns Rådhus med en kvinde, der arbejdede i filmbranchen. Parret fik ikke børn sammen. I februar 2018 blev det rapporteret, at hans kone havde forladt ham. Madsen forklarede selv, at han havde levet i et "åbent forhold". Hans kone har valgt at forblive anonym, og hendes identitet er ikke blevet offentliggjort af medierne. Ifølge en rapport fra magasinet Wired deltog Madsen i fetichfester.
Den 19. december 2019 giftede Madsen sig med den 39-årige russisk-mauritiske oppositionsaktivist Jenny Curpen. Curpen har haft politisk asyl i Finland siden 2013 på grund af hendes forfølgelse i Rusland. I et opslag på Facebook sagde Curpen, at hun modtog dødstrusler, efter at hendes ægteskab blev offentliggjort. Ifølge et Facebook-indlæg fra Jenny Curpen blev de skilt den 7. januar 2022.

### Priser og udmærkelser
Peter Madsen og Kristian Von Bengtson vandt i 2010 Heinrich Prisen. Prisen blev uddelt den 23. september 2010 i Den Grå Hal på Christiania. I 2011 var Copenhagen Suborbitals nomineret til World Technology Award og i 2012 fik de Politikens IBYEN PRISEN. De fik i 2013 Breitling Milestone Award og Ellehammer Prisen, alt sammen for deres arbejde med rumprojektet.
I 2014 vandt han Gammel Dansk-prisen. Madsen blev helt konkret tildelt prisen 'Aldrig som de andre-prisen' af Gammel Dansk og med prisen fulgte 100.000 kroner. Prisen blev overrakt af Preben Elkjær og Lars Ulrich.

## Projekter

### Raketter
I Dansk Amatør Raket Klub (DARK) ønskede Peter Madsen at arbejde videre med flydende brændstof, efter at det var lykkedes at få færdiggjort og godkendt motorer med fast brændstof. DARK havde på det tidspunkt ingen ambitioner om den slags, og Madsens og DARK's veje skiltes. I 1995 testede han sin første vellykkede væske-raketmotor i et testanlæg ved Tune.
Madsen arbejdede siden med både faststof, hybrid og raketter med flydende brændstof.
Peter Madsen og Kristian von Bengtson tog i 2008 initiativ til Copenhagen Suborbitals, der arbejdede på at sende en mand ud i rummet. I 2014, trådte Peter Madsen ud af Copenhagen Suborbitals og startede et nyt projekt, Raketmadsens Rumlaboratorium ApS, der blev drevet som en professionel virksomhed med same mål og sigte som Copenhagen Suborbitals havde: at sende et menneske i rummet.
Madsens "Rumlaboratorium" byggede i 2016 på affyringsplatformen LC39C, som skal erstatte Sputnik, der fortsat er i Copenhagen Suborbitals eje.

### UbådenFreya
Peter Madsens første ubåd var Freya, der blev søsat 4. maj 2002 ved Kalvebod Brygge, København. Det var en prototype, der blev færdigudviklet til en tomandsubåd og foretog over 400 dyk, indtil ubåden blev oplagt i marts 2006. Den var elektrisk drevet og deltog i flere arrangementer. I 2002 besøgte ubåden UNF i Aalborg og i august 2003 i Helsingør, i forbindelse med Baltic Sail skibstræf. Den deltog også i Baltic Sail i Helsingør og i Kulturhavn 2004, i Københavns havn.
I efteråret 2009 blev Freya sænket i Øresund nær Flakfortet, efter at alle miljøskadelige objekter var fjernet.

### UbådenKraka
Peter Madsen byggede derefter Kraka sammen med Claus Nørregaard. Kraka var dobbelt så stor som Freya, og som en rigtig ubåd kan Kraka oplade sine akkumulatorer på overfladen og sejle neddykket på elmotor. Kraka er udstyret med en dieselmotor på 16 hk og en elektromotor på 4.5 kW. Kraka var 12 m lang, vejede 8 tons og var udstyret med en dykkersluse, så man kunne forlade ubåden på havbunden i dykkerudstyr. Den har dykket over 600 gange før den kom på Teknisk Museum i Helsingør i 2009.

### UbådenUC3 Nautilus
Den sidste og største ubåd, som Peter Madsen har bygget, er UC3 Nautilus. Ubåden er 17,8 m lang og vejer efter fuld udstyring 40 tons. Det gør den til verdens største hjemmebyggede ubåd. Den er ca. halvt så stor som museumsubåden S323 Sælen, der ligger ved Elefanten på Nyholm. UC3 Nautilus dykker under normale forhold til 100 meters dybde og kan have en besætning på 1-8 mennesker.
I 2010 deltog NAUTILUS i opsendelsen af HEAT 1X raketten.
UC3 Nautilus blev efterfølgende istandsat over 3,5 år af Copenhagen Suborbitals, og af Peter selv og fra 2014, Ubådsforeningen Nautilus' medlemmer. Efterfølgende har Ubådsforeningen Nautilus valgt at overdrage ubåden til Raketmadsens Rumlaboratorium ApS.
UC3 Nautilus sank 11. august 2017. Den 11. august 2017 blev Peter Madsen med UC3 Nautilus meldt savnet, og en stor eftersøgning med redningshelikoptere og skibe kom i stand.
Ubåden med Madsen blev fundet samme dag sejlende i Køge Bugt. I december 2018 oplystes det, at ubåden var blevet skåret op og skrottet således at den ikke længere eksisterer.

## Mordet på Kim Wall

### Ubådssagen
En 30-årig svensk kvinde, journalisten Kim Wall, der var ude og sejle med ubåden aftenen inden forliset, blev samtidig meldt savnet. Efterfølgende blev Peter Madsen anholdt og sigtet for drab. Onsdag den 25. april 2018 kl. 13:00 blev Peter Madsen i Københavns Byret af en enig domsmandsret idømt fængsel på livstid for drab på den svenske journalist Kim Wall, andet seksuelt forhold end samleje af særlig farlig karakter, usømmelig omgang med lig og overtrædelse af reglerne om sikkerhed til søs.
I Storstrøm Fængsel blev han overfaldet af en medfange, og efterfølgende flyttet til Herstedvester Fængsel.
Den 26. september 2018 stadfæstede Østre Landsret enstemmigt byrettens dom. Anklager Kristian Kirk udtalte, at han ikke kunne erindre en drabssag, hvor der havde været så mange skærpende omstændigheder på samme tid. Han mindede retten om de dybe stiksår indvendigt i offeret; om de mindre læsioner på hendes krop, og at flere af stikkene blev påført, mens hun var i live.

### Efter dommen
I august 2018 blev det kendt, at en kvindelig fængselsbetjent havde deltaget i en flirt med Madsen. Hun var selv i 40'erne og mor til to drenge og sagde sit job op i Vestre Fængsel, fordi hun ikke ville afbryde sin kontakt med ham. Trine Bramsen påpegede, at Madsens kontakt med kvinder udfordrede befolkningens retsfølelse, fordi "[d]et er en hån mod Kim Walls minde og hendes efterladte, at en person, der har begået en så utilgivelig forbrydelse, kan få besøg af kvinder på den måde."
I august 2018 begyndte han at søge efter pennevenner fra sin fængselscelle. "HUSK afsenderadresse! Jeg kan ikke skrive e-mail eller slå adresser op. Jeg svarer alle, der skriver", lød det i opslaget på Facebook, hvor der således også var en adresse til Storstrøm Fængsel, som eventuelt interesserede kunne skrive til. Opslaget fra Peter Madsen var skrevet via en anonym mellemmand med dæknavnet Zagadka.
Den 20. oktober 2020 flygtede han fra Herstedvester Fængsel. Han blev dog anholdt kort efter i boligområdet Hedemarken/Mölndalsparken ikke langt fra fængslet. Da politiet opdagede, at han var i besiddelse af en pistollignende genstand og bar et bælte, som potentielt kunne indeholde sprængstoffer, blev han omringet, indtil bombeeksperter havde konstateret, at der var tale om en attrap. Efter flugten blev han igen overført til Storstrøm Fængsel og fik efterfølgende et år og ni måneders fængsel yderligere.
Madsen har under sin afsoning fortalt, at han har flere drab på samvittigheden end det bestialske parteringsdrab på Kim Wall i 2017. Det hævder en tidligere fængselsindsat, der i 2018 afsonede med Peter Madsen i Herstedvester Fængsel. I dokumentarserien 'Nogen ved noget om Emilie Meng', der blev sendt på Kanal 5 og Discovery+ den 29. september 2021, fortalte en tidligere medfange, at Madsen havde erkendt yderligere to drab over for ham. Mindst tre gange er Madsen blevet undersøgt i relation til drabet på den 17-årige teenagepige Emilie Meng. Det fremgår af bogen 'Emilie Meng - Pigen der forsvandt', som udkom i 2020. Som led i efterforskningen af det dengang uopklarede drab på 17-årige Emilie Meng beslaglagde Sydsjællands og Lolland-Falsters Politi en varevogn, som tidligere har tilhørt Peter Madsen. Den 26. april 2023 blev en 32-årig mand, der også er sigtet og varetægtsfængslet for bortførelsen og voldtægt af en 13-årig pige på Sydvestsjælland i april 2023, sigtet og siden dømt for drabet.

### Overfald under afsoning
Den 8. august 2018 blev Peter Madsen overfaldet i Storstrøm Fængsel af en 18-årige medfange, da han befandt sig i en af fængslets moderne celler. Efter at være blevet tildelt mindst ét knytnæveslag blev Madsen fragtet til sygehuset, hvor han blev syet med ni sting. Derudover havde han blodudtrædninger omkring begge øjne - det, der populært kaldes sæbeøjne. Efter overfaldet valgte Kriminalforsorgen at imødekomme Madsens ønske om at blive overflyttet til Herstedvester Fængsel. Den 18-årige overfaldsmand blev i oktober 2018 ved Retten i Nykøbing Falster idømt fængsel i tre måneder for overfaldet. Madsen kaldte overfaldet for umotiveret.
Den 19. februar 2019 forsøgte en 28-årig indsat i Herstedvester Fængsel at stikke Madsen flere gange med en hjemmelavet kniv. Men kniven satte sig fast i Peter Madsens jakke og knækkede. Den 28-årige er tidligere dømt for drabsforsøg, vold og trusler, og han har siddet i fængsel i en årrække.

## Medier, biografi og omtaler
Madsen har to gange været gæst i DRs ungdomsprogram Store Nørd for at fortælle om henholdsvis ubåde og raketter, og har deltaget i TV 2's ungdomsprogram Volt. Han arbejdede på at blive den første dansker, der fløj ud i rummet med en selvbygget raket.
Robert Fox har instrueret en dokumentarfilm om Peter Madsens ubådsaktiviteter med titlen Min helt egen ubåd.
Journalist Thomas Djursing fra Ingeniøren har skrevet en biografi om Peter Madsen, der selv havde en blog på Ingeniøren.
I 2016 udkom Max Kestners biograf-dokumentar Amateurs in Space, som skildrede de første 6 år af Copenhagen Suborbitals med Peter Madsen og Kristian von Bengtson i hovedrollerne.
Den 24. januar 2020 havde den 90 minutter lange danske dokumentar Into the Deep premiere på Sundance Film Festival i Utah. Dokumentaren er instrueret af den australske instruktør Emma Sullivan og følger Peter Madsen og en gruppe af frivillige forud, under og efter drabet på Kim Wall. Dokumentarudsendelsen skulle have været vist på Netflix i løbet af sommeren 2020, men 22. april 2020 meddelte Netflix, at dokumentaren alligevel ikke vil blive vist på streamingtjenesten. Dokumentaren har siden sin premiere været udsat for kritik af flere deltagere, som følte, at deres privatliv er blevet krænket. Dokumentarfilmen blev dog udgivet den 30. september 2022.
I efteråret 2020 viste TV 2 Efterforskningen, som er en dansk dramaserie på 6 afsnit, instrueret af Tobias Lindholm . Den er baseret på opklaringen af Ubådssagen og følger opklaringen, uden at Peter Madsen direkte optræder som figur i serien.